# Eutoea inexactata
Eutoea inexactata là một loài bướm đêm trong họ Geometridae.